# 워호스 스튜디오
워호스 스튜디오(영어: Warhorse Studios)는 체코의 비디오 게임 개발사다. 2011년 7월 다니엘 바브라와 마르틴 킬마가 설립하였다. 2018년 2월에 "킹덤 컴: 딜리버런스"를 출시하였다. 2019년 2월에 이 회사는 플레이온에 인수되었다.

## 비디오 게임 목록
- "킹덤 컴: 딜리버런스" (2018)
- "킹덤 컴: 딜리버런스 II" (2025)